# Ruggero II Sanseverino
Ruggero II Sanseverino (1237 – Marsico Nuovo, 1285) è stato un nobile e condottiero italiano.
Figlio di Tommaso I Sanseverino, conte di Marsico.

## Biografia
La madre era Perna de Morra consorte di Tommaso I. Ruggero sposò, nel 1250 circa, Teodora d'Aquino (sorella di san Tommaso) da cui ebbe un unico figlio Tommaso II Sanseverino, futuro nobile e mecenate.

### Vicende storiche e militari
La famiglia Sanseverino prese parte alla congiura di Sala e Capaccio, fra il 1245-46. Dalla congiura sarebbero dovuti risultare la morte di Federico II, di suo figlio, e di Ezzelino III da Romano. Rifugiati in Francia, da papa Innocenzo IV, i beni dei Sanseverino furono confiscati e spartiti fra Enrico di Spervaria e poi a Riccardo Filangieri, mentre i feudi del Cilento ai marchesi Bertoldo di Hohemburg e Galvano Lancia.
Ruggero riuscì a tornare in Italia grazie al papa, dopo la morte dell'imperatore, rimpossessandosi dei feudi familiari. Si distinse nella battaglia di Benevento del 26 febbraio 1266, come capitano pontificio accanto a Carlo I d’Angiò.
Tra il 1267 e il 1268, Ruggero condusse le truppe angioine in Puglia, sconfiggendo Corradino di Svevia, che voleva riconquistare il trono del Regno di Sicilia, premendo sulla legittimità della famiglia sveva. Ruggero fu ricompensato da Carlo I col vicariato di Roma, dal 1272 al 1273, succedendo a Bertrando del Balzo.
Nel 1276, Ruggero condusse una spedizione a Valona, per portare aiuti a Carlo I che si era fatto proclamare Re d'Albania e desideroso di conquistare il Regno di Gerusalemme. Ruggero riuscì a portare al termine l'impresa, con l'appoggio dei templari, facendo arrendere il governatore Baliano e consegnando il regno nelle mani di Carlo I che lo nominò suo vicario. Ruggero, vi soggiornò per 4 anni, col supporto anche di suo figlio Tommaso II e dei beni inviati dal re, che fece soggiornare diversi ospiti come Niccolò II di Saint-Omer.
Nel 1282 fece ritorno nel Regno come giustiziere di Terra di Lavoro e Molise, a causa dell'aggravarsi dei Vespri Siciliani; successivamente fu a Salerno per difendere la città dai ribelli, mentre il figlio Tommaso difendeva l'entroterra e la zona costiera, fino a Policastro.
Morì nel 1285 a Marsico e fu sepolto in una cappella adiacente alla cattedrale della città. Nel suo testamento espresse il desiderio di donare alcune rendite ai monaci del monastero di Montevergine, in remissione dei peccati. Figura di spicco della sua famiglia, i suoi favori furono garantiti anche al figlio Tommaso, a cui trasmise i valori religiosi e di devozione spirituale.

## Emblema dei Sanseverino
La famiglia ebbe in origine come proprio stemma solo un campo d'argento (come era lo stendardo sulla torre del castello di Diano, oggi Teggiano, in Campania), che probabilmente fu il colore del casato fra i sec XI-XIII. Secondo la tradizione, poi, durante la battaglia di Benevento del 26 febbraio 1266, Ruggero Sanseverino, per incoraggiare i suoi soldati in un momento difficile dello scontro legò alla sua spada una camicia intrisa del sangue di un capitano nemico da lui ucciso e formandone così una bandiera li portò alla vittoria. Da quell'impresa, re Carlo I d'Angiò, volle che sull’antico stemma d’argento dei Sanseverino fosse posta una fascia rossa.